# ニッケルバック (お笑い)
ニッケルバックは、かつてプロダクション人力舎で活動していたお笑いコンビ。2012年2月19日解散。

## メンバー
- 渡辺 照幸（わたなべ てるゆき、1977年6月8日（47歳）- ）ツッコミ担当
  - 神奈川県横浜市出身、A型。
  - 以前は、パン職人を目指していた[1]。
  - アリーという名前の大型犬を飼っている。
  - 両親には芸人になったことを長い間話さなかった。
  - いわゆる霊が見える人である。
  - 解散後は芸人を引退している。
- 早出 明弘（そうで あきひろ、1977年4月13日（48歳）- ）ボケ担当

- - 神奈川県横浜市中華街出身、O型。
  - 学生時代はバスケ部に所属していた。
  - 以前は、港近くのある会社で貿易関係の書類を作る仕事に就いていた[1]。
  - 2009年1月1日から2011年7月11日まで、「理解 構造（りかいこうぞう）」と名乗っていた。名付け親はおぎやはぎの矢作兼。
  - 解散後はピン芸人及び俳優「早出明弘」として活動中。

## 概要
- 高校の友人コンビ。高校2年生の頃に、友人の紹介で初対面。
- 早出は会社を退職後、同じ横浜出身のゆずを目指してミュージシャンになろうと渡辺を誘うも、楽器が演奏できなかったという理由で断念したことがある[1]。
- 2002年、共に25歳でスクールJCAへ12期生として入学。入学する以前からアマチュアとして舞台に出ていた。

## 芸風
- ネタはコント中心。安定した演技力を持つ。
- エンタの神様のアンジャッシュのコントにときどき脇役として出演することがある（主に早出）。

## 受賞歴
- 2009年 NHK新人演芸大賞 決勝進出

## 出演
解散後の早出明弘の出演歴については早出明弘参照。

### テレビ
- 爆笑オンエアバトル（NHK総合）戦績2勝6敗 最高477KB
- オンバト+（NHK総合）戦績3勝0敗 最高429KB
- エンタの天使（日本テレビ）キャッチコピーは「激情のコントシアター」
- ゴッドタン（テレビ東京） - 2008年4月24日 『あるあるネタ301検証』
- 今田耕司プレゼンツ 鶴瓶vs未知数芸人 俺の相方誰やねん!?スペシャル（関西テレビ）- 2010年1月2日
- バカヂカラ（TOKYO MX）
- カツケン 勝間経済研究所（BSジャパン）
- エンタの神様 - アンジャッシュのコントに出演（日本テレビ）
- 白黒アンジャッシュ（チバテレビ）

### ポッドキャスト
- ジンリキポッドキャスト（人力舎の若手芸人によるポッドキャスト）【iTunesで聴く】